# Sminthopsinae
Los esmintopsinos (Sminthopsinae) son una subfamilia de marsupiales dasiuromorfos de la familia Dasyuridae. Sminthopsis, que da nombre a la subfamilia, es el género más amplio, con 21 especies: casi un tercio de todas las del orden Dasyuromorphia.

## Clasificación
La subfamilia Sminthopsinae se divide en dos tribus y cuatro géneros.
Tribu Sminthopsini
- Género Antechinomys

Antechinomys laniger
- Género Ningaui

Ningaui ridei
Ningaui timealeyi
Ningaui yvonnae
- Género Sminthopsis

Grupo S. crassicaudata
Sminthopsis crassicaudata
Grupo S. macroura
Sminthopsis bindi
Sminthopsis butleri
Sminthopsis douglasi
Sminthopsis macroura
Sminthopsis virginiae
Grupo S. granulipes
Sminthopsis granulipes
Grupo S. griseoventer
Sminthopsis aitkeni
Sminthopsis boullangerensis
Sminthopsis griseoventer
Grupo S. longicaudata
Sminthopsis longicaudata
Grupo S. murina
Sminthopsis archeri
Sminthopsis dolichura
Sminthopsis fuliginosus
Sminthopsis gilberti
Sminthopsis leucopus
Sminthopsis murina
Grupo S. psammophila
Sminthopsis hirtipes
Sminthopsis ooldea
Sminthopsis psammophila
Sminthopsis youngsoni
Tribu Planigalini
- Género Planigale

Planigale gilesi
Planigale ingrami
Planigale maculata
Planigale novaeguineae
Planigale tenuirostris